# Петко Николов
 Тази статия е за офицера.  За служебния министър вижте Петко Николов (политик).  За кмета на София вижте Петко Николов (кмет).
Петко Николов Колев е български офицер, генерал-майор.

## Биография
Роден е 11 ноември 1919 г. в Твърдица. През 1933 г. завършва трети клас и поради липса на средства става обущарски работник в Сливен едва на 15 години. От 1937 г. е член на РМС. Чирак в обущарска работилница в родния си град. Работи като обущар от 1935 до 1939 г. в Сливен. Тогава се завръща в Твърдица и създава ремсово дружество и Младежка кооперативна група, на която е секретар. От 1939 до 1940 г. е касиер-деловодител в трудово-горска производителна кооперация „Бук“ в родния си град. Изкарва наборната си служба в трета интендантска дружина. След това става член на БКП. От октомври до ноември 1941 г. е касиер-деловодител в сливенското село Бяла Паланка. През октомври 1941 г. участва в превеждането на Цвятко Радойнов и Аврам Стоянов от Сливен в Казанлък.
Николов е първият партизанин в Новозагорския край. От 14 ноември 1941 г. е заместник-командир на дружина „Георги Георгиев“. От 1942 г. е партизанин от отряд „Хаджи Димитър“, заместник-командир на партизански отряд „Петко Енев“ и партизанин от партизанска бригада „Георги Димитров“.
След 9 септември 1944 г. е взводен командир в гвардейска рота на тридесети пехотен шейновски полк (от 8 ноември 1944) и помощник-командир на осми дивизионен артилерийски полк (от 6 януари до 2 юни 1945). Уволнен е на 30 януари 1946 г. от военния министър Дамян Велчев поради това, че няма средно образование. Според други източници в периода 3 юни 1945 – 1 юли 1948 г. е командир на артилерийско отделение в 8-и дивизионен артилерийски полк. След това започва работа като инструктор във Военния отдел на ЦК на БКП. През пролетта на 1947 г. отново влиза в българската армия. Между 2 юли 1948 и 1 април 1949 г. е временно изпълняващ длъжността командир на 8-и дивизионен артилерийски полк, като през това време учи във Висшата офицерска артилерийска школа в Санкт Петербург. На 2 април 1949 г. е назначен за постоянно за командир на полка до 24 април 1950 г.
Завършва двумесечен курс за политически офицери в Народно военно училище „Васил Левски“ във Велико Търново. На 7 юли 1947 г. с председателска заповед 054 е повишен в звание майор. Между 25 април 1950 и 19 април 1951 г. е началник на артилерията на двадесет и четвърта мотострелкова дивизия в Бургас. По-късно е началник на артилерията на осма мотострелкова дивизия в Долни Чифлик (20 април 1951 – 1 ноември 1953).
От 2 ноември 1953 до 21 юли 1954 г. е началник на отдел в командването на артилерията в Министерство на народната отбрана (МНО). На 22 юли 1954 г. се записва да учи във Военна академия „Георги Раковски“ в София. Завършва я на 11 октомври 1957 г. Между 12 октомври 1957 и 5 август 1958 г. е заместник-началник на Народно военно артилерийско училище „Георги Димитров“ в Шумен. От 6 август 1958 до 4 октомври 1961 г. е началник на артилерията на първи отделен стрелкови корпус. След това от 5 октомври 1961 до 14 септември 1972 г. е на разпореждане на ЦК на БКП. През 1963 г. заминава за СССР, където изучава ракетна техника. В периода 1964 – 1972 г. е инструктор в ЦК на БКП. От 30 август 1969 г. е генерал-майор. Между 15 септември 1972 и 6 март 1975 г. е военен аташе в Чехословакия. Завръща се поради инфаркт. От 7 март 1975 до 6 октомври 1977 г. е на разпореждане на Министерството на народната отбрана по щат А-144. Между 7 октомври 1977 и 31 март 1978 г. е на разпореждане на Управление „Кадри“ по щат А-144 към ЦК на БКП. Излиза в запаса на 1 април 1978 г. След това е заместник-председател на Градския комитет на офицерите от запаса, а по-късно и председател (1978 – 1989).
Умира на 15 октомври 2010 г. в София.

## Образование
- Военно училище в София – 2-месечен курс за политически офицери
- Висша офицерска артилерийска школа, СССР – 2 юли 1948 – 1 април 1949 г.
- Военна академия „Георги Раковски“ – 22 юли 1954 г. – 11 октомври 1957 г.

## Военни звания
- майор (7 юли 1947)
- подполковник (30 април 1949)
- полковник (14 април 1952)
- генерал-майор – 30 август 1969[6]

## Спомени
- Под връх Чумерна. Спомени, София, 1983
- По стъпките на първа българска армия 1944 – 1945 г., неиздадена

## Награди
- орден „За храброст“, IV ст., 2 кл.
- „Червено знаме“
- „9 септември 1944 г.“ – I ст. с мечове (1957, 1959)
- „Народна република България“ – III ст.
- „Народна република България“ – II ст.
- Медал „30 години социалистическа революция“
- Съветски орден „Червена звезда“